# Coppell, Texas
Coppell là một thành phố thuộc quận Dallas, tiểu bang Texas, Hoa Kỳ. Năm 2010, dân số của xã này là 38659 người.

## Dân số
- Dân số năm 2000: 35958 người.
- Dân số năm 2010: 38659 người.